# Gustave-Henri Colin
Pour les articles homonymes, voir Colin.
Gustave-Henri Colin, né à Arras le 11 juillet 1828 et mort à Paris 17e le 29 décembre 1910 est un peintre français.

## Biographie
Élève de Constant Dutilleux (1847) à Arras puis, à Paris, de Ary Scheffer, Thomas Couture et Jean-Baptiste-Camille Corot dont il garde une très forte influence, il débute au Salon de 1857 avec un Portrait de grand-mère.
Installé à Ciboure, il produit alors un grand nombre de paysages. En 1862, il déménage pour Saint-Jean-de-Luz où il peint de nombreuses scènes du Pays basque.
Professeur de peinture à l'Académie Julian à Paris, il participe au Salon des refusés en 1863 et, en 1874, fait partie de la Première exposition des peintres impressionnistes  où il présente cinq toiles. Il obtient une médaille d'honneur au Salon de 1880, une médaille d'argent en 1889, et la médaille d'or en 1900. Émile Zola fut un grand admirateur du peintre : « son coup de lumière d'une intensité splendide ».
Un grand nombre de ses œuvres sont conservées dans les musées nationaux.
Il est nommé « Rosati d'honneur » en 1904 par la Société des Rosati de Paris.

## Œuvres
On lui doit un très grand nombre de toiles dont :
- Pics du midi vus du chemin d'Aste en face de Medons, 1892
- Barque de pêche avec deux pêcheurs
- Le port de Pasajes
- Berger dans la montagne
- L'église
- Le pont
- La corrida
- Le pont de Bidarray
- Vue de Saint-Jean-de-Luz
- Corrida dans les arènes de Séville, v.1880
- Traversée de Fontarabie
- Paysage aux lavandières
- Paysage fluvial
- Ferme landaise
- Vallée des Pyrénées (vue présumée du pic de Barbe près de Bar)
- Jeune femme au col blanc
- Sortie du port
- Le joueur de pelote
- Ferme à Bougival, 1857
- Femme à la robe rouge au jardin
- Les sardinières
- Lavandières au bord de la rivière, 1882
- Partie de pelote au Rebot sur la place de Sare, Basses-Pyrénées
- Combat de taureau, Musée des Beaux-Arts d'Arras (tableau classé aux Monuments historiques en 1992)
- Jeune fille passant un gué, château de Bosmie-l'Aiguille
- Scène de vendange, château de Bosmie-l'Aiguille
- La Femme de l'artiste, musée d'Orsay
- Bohémiennes, musée d'Orsay
- Paysage basque, musée d'Orsay
- Partie de pelote sous les remparts de Fontarabie, Musée basque et de l'Histoire de Bayonne

### Œuvres dans les collections publiques
- Arras, musée des Beaux-Arts :
  - Combat de taureau, classé aux monuments historiques en 1992 ;
- Bayonne, musée basque et de l'histoire de Bayonne :
  - Partie de pelote sous les remparts de Fontarrabie.
- Bosmie-l'Aiguille, château :
  - Jeune fille passant un gué ;
  - Scène de vendange.
- Compiègne, musée Antoine-Vivenel :
  - « Iphigénie en Aulide » au théâtre de Champlieu
- Douai, musée de la Chartreuse :
  - La barre de la Bidassoa
- Lille, Palais des Beaux-Arts :
  - Le Castillo et le goulet de Pasajès, marée haute.
- Marseille, musée des Beaux-Arts :
  - La Nive au Pas de Roland
- Paris, musée d'Orsay :
  - La Femme de l'artiste ;
  - Bohémiennes ;
  - Paysage basque.
- Pau, musée des Beaux-Arts :
  - Novillada en Biscaye, 1888.
  - Le Castillo à l'entrée du port de Pasajes
  - Sur la route du Castillo à Pasajes
  - Le Chenal à Pasajes
  - Les Lavandières
  - Les Trois-Couronnes
- Le Puy-en-Velay, musée Crozatier :
  - Lamaneurs basques
- Reims, musée des Beaux-Arts :
  - Paysage (Le Gué)
- Vitré, musée du château
  - Scène dans un parc

## Publications
- Constant Dutilleux, sa vie, ses œuvres, 1866

## Galerie

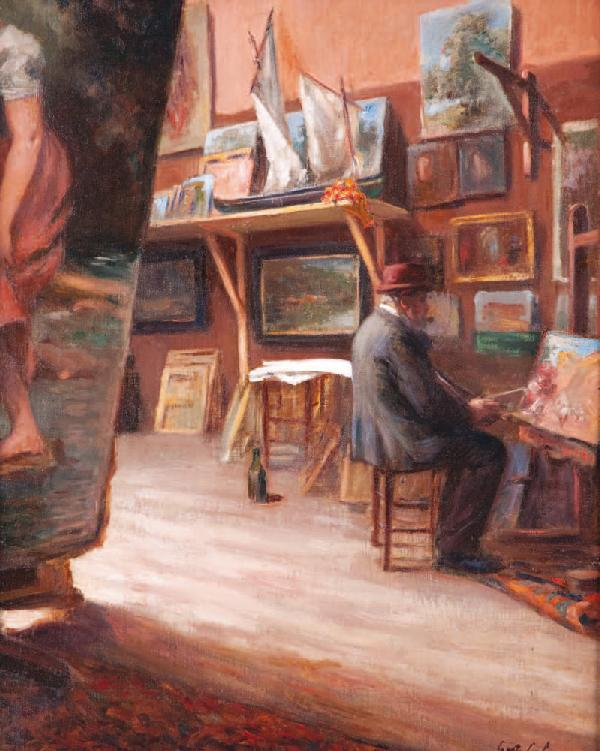
Attribué à Gustave-Henri Colin, Le Peintre dans son atelier, localisation inconnue.
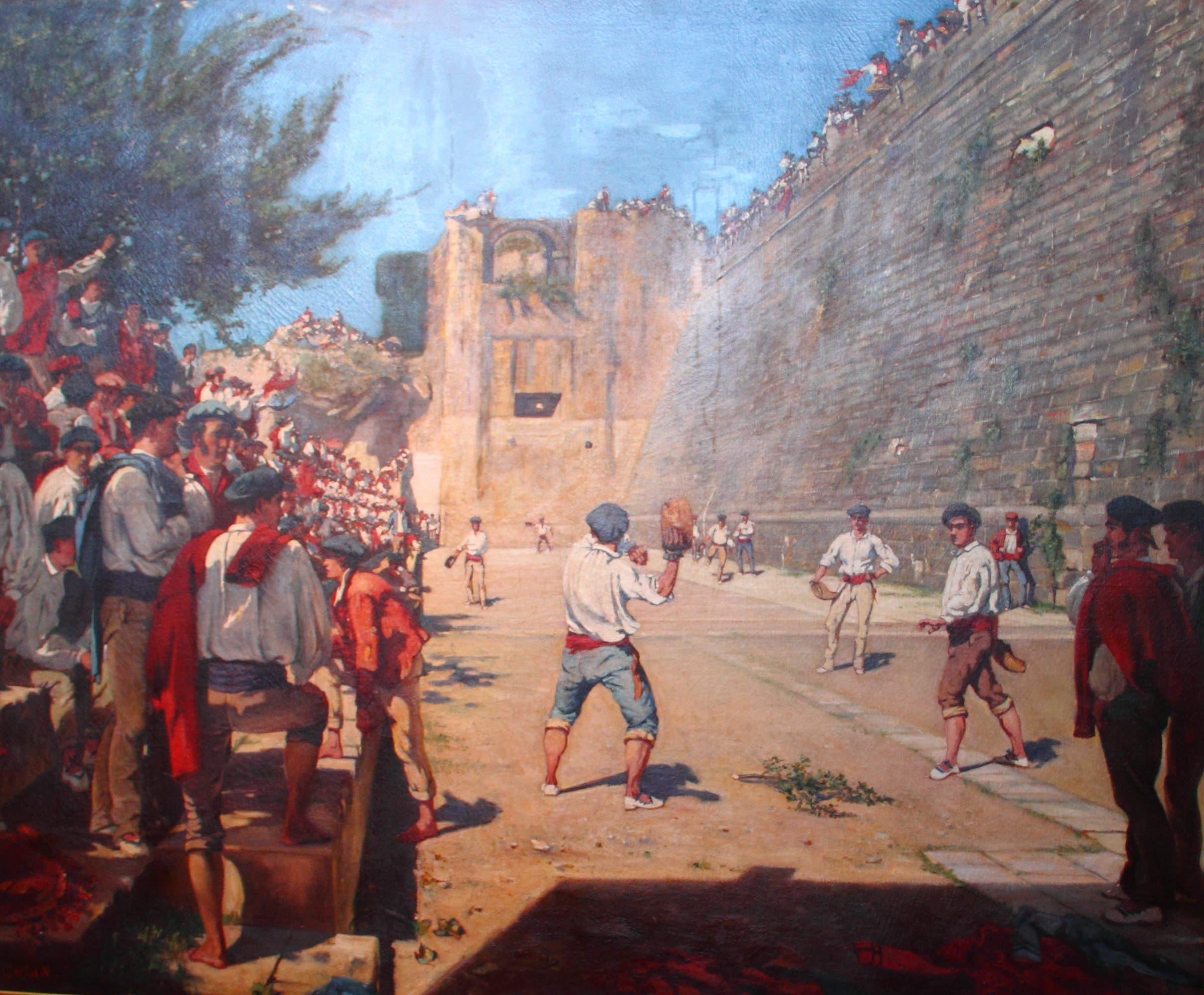
Partie de pelote sous les remparts de Fontarrabie, Bayonne, musée basque et de l'histoire de Bayonne.
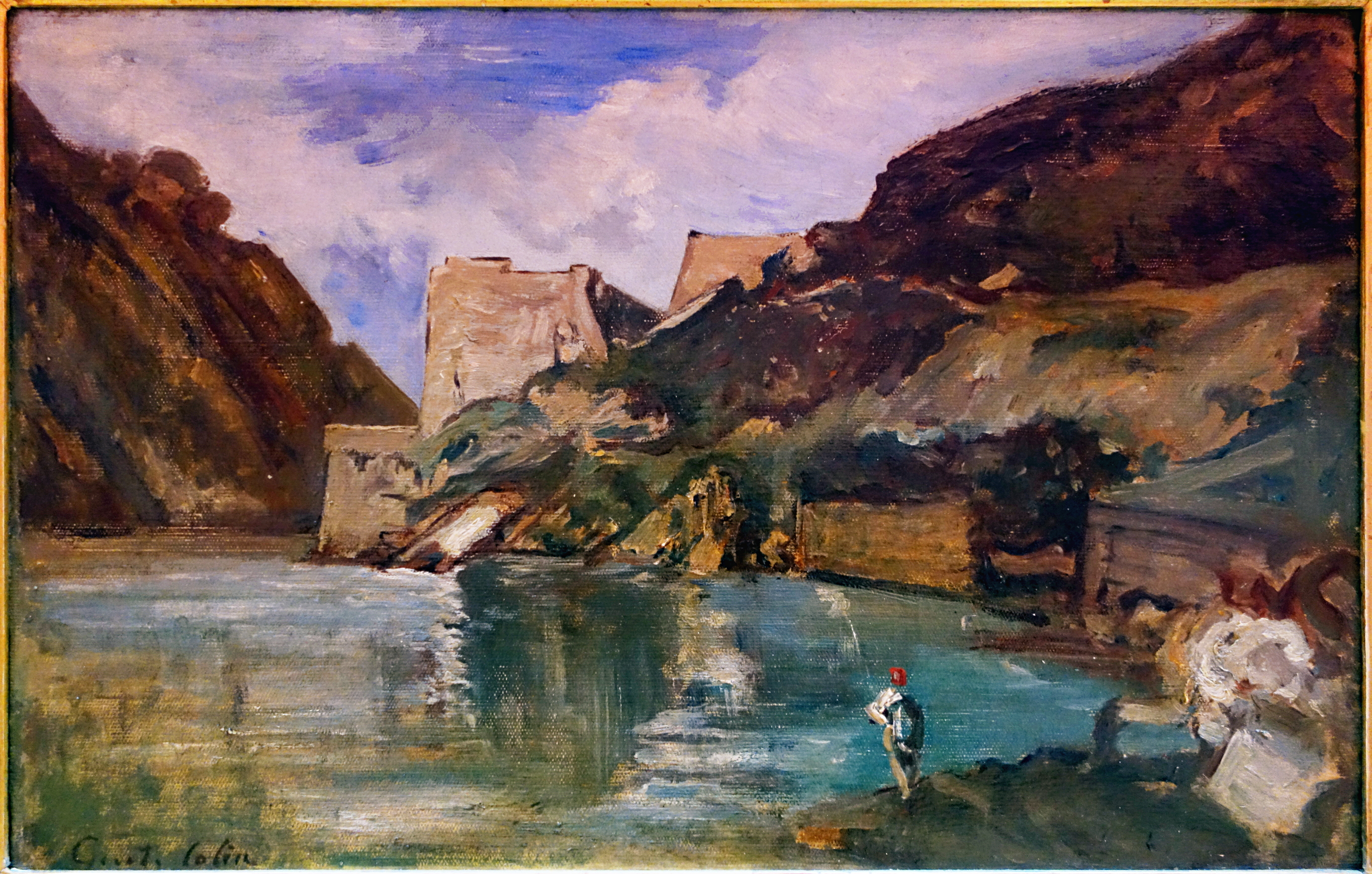
Le Castillo et le goulet de Pasajès, Palais des beaux-arts de Lille.

## Hommage
Une rue d'Arras porte son nom, ainsi qu'un passage de Ciboure entre la rue de la Fontaine et la rue Agorette.